# Molln
Molln osztrák mezőváros Felső-Ausztria Kirchdorf an der Krems-i járásában. 2019 januárjában 3648 lakosa volt. 

## Elhelyezkedése

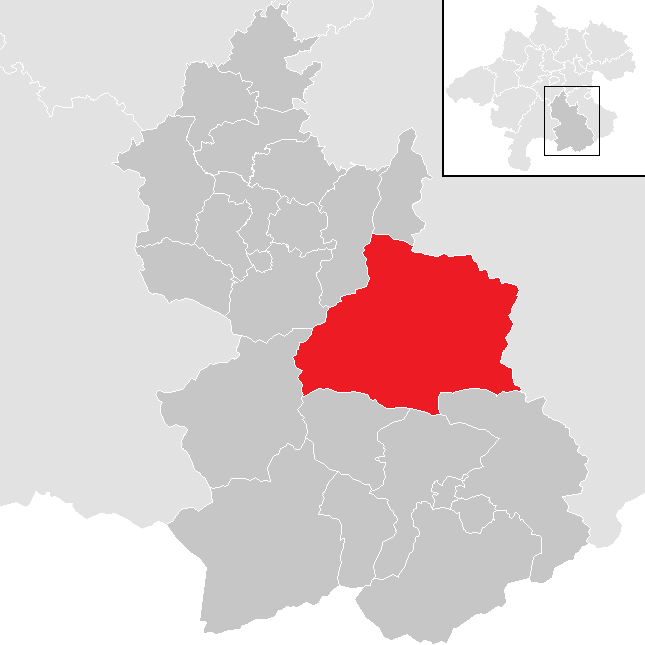
Molln a Kirchdorf an der Krems-i járásban

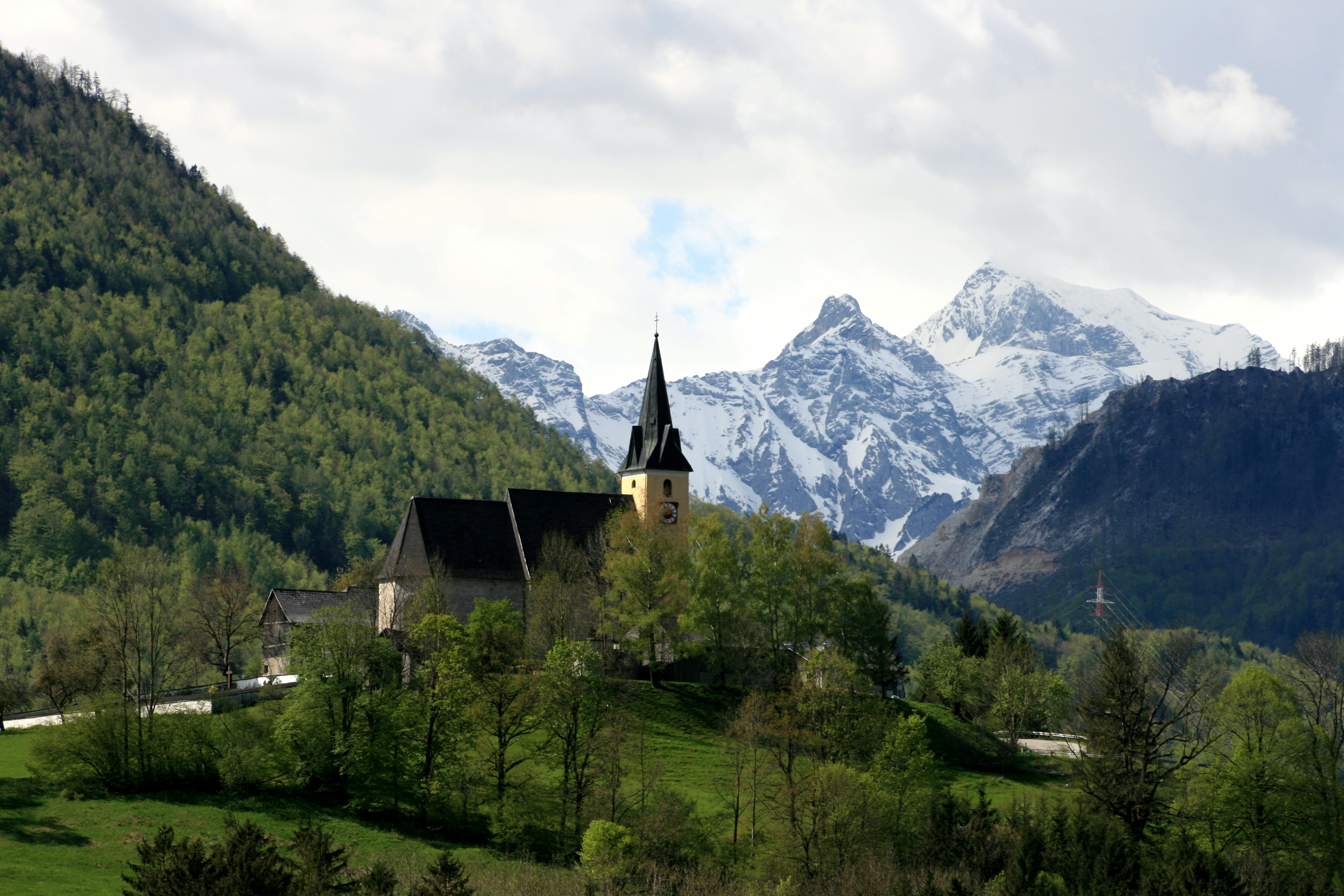
A frauensteini kegytemplom

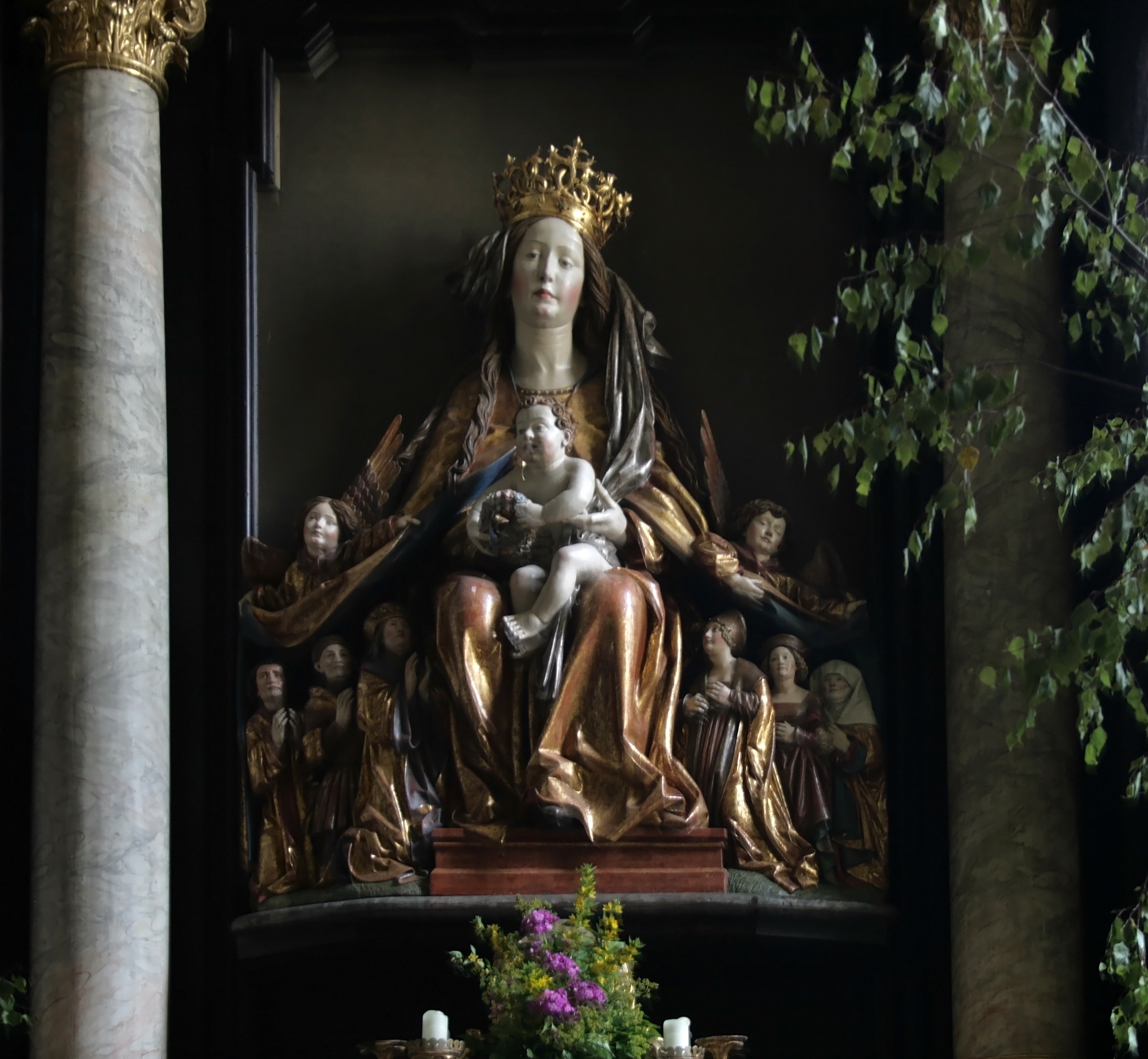
A védőköpenyes Madonna szobra a kegytemplomban

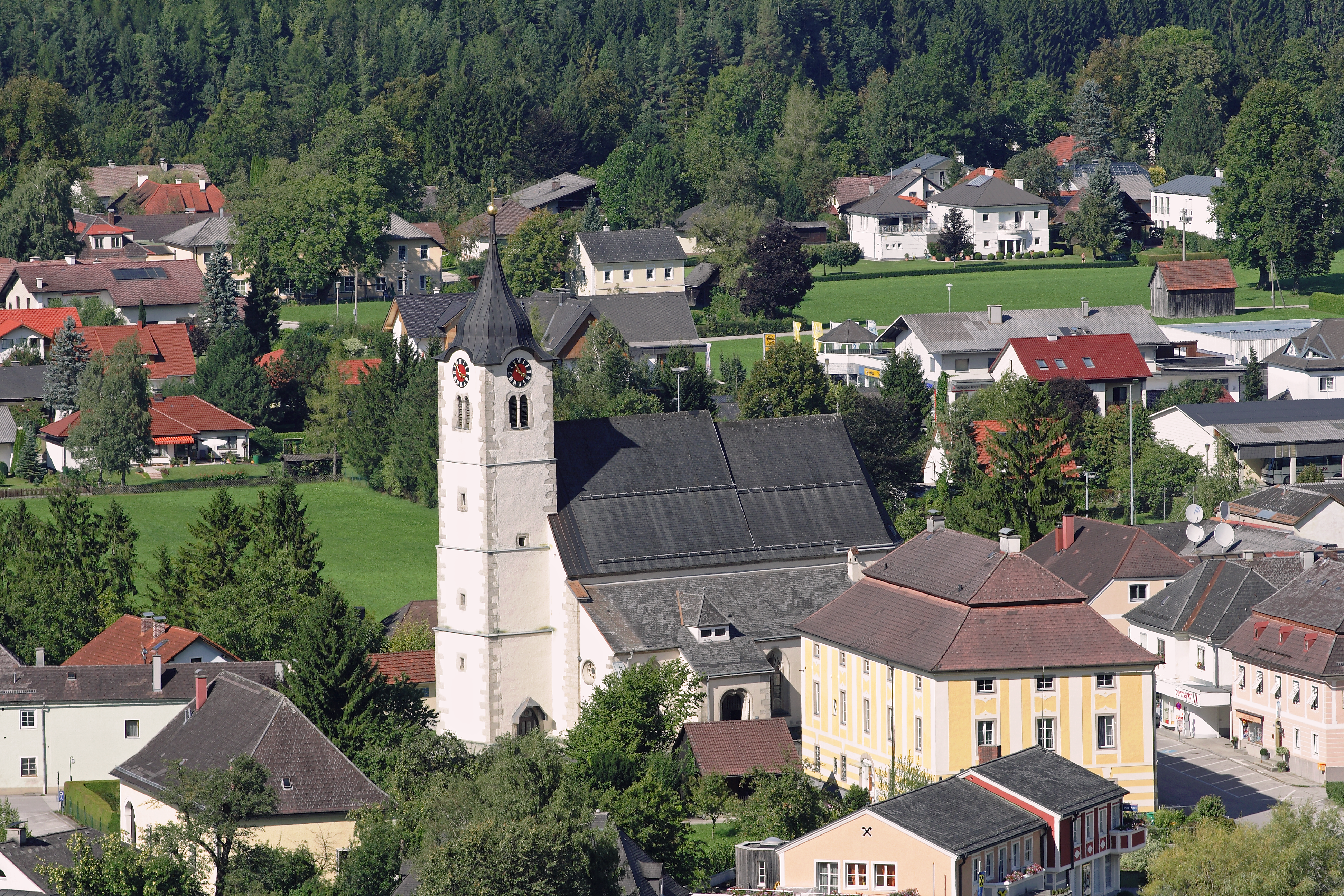
A Szt. Lőrinc-plébániatemplom

Molln Felső-Ausztria Traunviertel régiójában fekszik a  Krummen Steyerling folyó mentén. Területéhez tartozik a Kalkalpen Nemzeti Park egy része, a Sengsen-hegység északi lejtői. Itt található a nemzeti park központja is. Területének 69,5%-a erdő és 20,3% áll mezőgazdasági művelés alatt. Az önkormányzat 3 településrészt, illetve falut egyesít: Breitenau (481 lakos 2019-ben), Molln (2449) és Ramsau (718). 
A környező önkormányzatok: délkeletre Rosenau am Hengstpaß, délre Roßleithen, délnyugatra Sankt Pankraz, nyugatra Klaus an der Pyhrnbahn, északnyugatra Grünburg, északra Steinbach an der Steyr, északkeletre Ternberg, keletre Reichraming.

## Története
Molln neve a szláv szmolna – gyanta kifejezésből ered. Írásban először 1233-ban említik a garsteni kolostor egyik oklevelében, mint Heinrich von Molna lovag lakhelyét. 1336-ban II. Albert herceg mezővárosi jogokat biztosított a jelentős kereskedelmet bonyolító településnek. Amikor azonban elzálogosította a spitali apátságnak, a mezővárosi státusz elveszett és Molln csak 1977-ben kapta vissza korábbi rangját. 
A lakosság elsősorban mezőgazdaságból élt, de idővel egyre kevésbé voltak képesek fizetni az egyre fokozódó adó- és robotterheket. Nyomorúságukat fokozták a huszita, török és vallásháborúk. 1649-ben 76 család pusztult éhen és a parasztok koldulni kényszerültek. 1704-ben a parasztok fellázadtak és megakadályozták erdőik kiirtását – a fára a stájerországi erődítésekre volt szükség. A lázadás vezetőit elfogták és kivégezték, illetve hosszú börtönbüntetésre ítélték. 1717-ben a vadkár miatt szegültek ellen a törvénynek és irtották ki a szarvasokat. A hatóságok az orvvadászok egy részét megbüntették, de bizottságot állítottak fel a vadkár mértékének megállapítására. 
A hegyekben némi vas- és ólomércet is bányásztak, feltehetően már a 13. századtól kezdve, bár írásos bizonyíték csak 1570-től áll rendelkezésre. Érc azonban csak kevés volt és az sem jó minőségű, így a 18. század végére leálltak a kitermeléssel. 1780-ban Mária Terézia engedélyezte egy kaszagyártó üzem létesítését. A gyárat 1962-ben modernizálták és galvanizáló üzemmé alakították át. Jellegzetes mollni iparág a dorombkészítés, amely a 17. századra nyúlik vissza. 1818-ban 34 hangszerkészítő mester dolgozott a településen; mára három maradt, akik hagyományos módszerrel készítik termékeiket.
Az első világháború és az azt követő gazdasági válság a mollniak elszegényedéséhez vezetett és elharapózott az orvvadászat. Az erdészek és az orvvadászok több alkalommal konfliktusba keveredtek és egy alkalommal meggyilkolták Lamberg gróf erdészét. 1919 márciusában a grünburgi vasútállomáson erőszakkal kiszabadítottak a csendőrök kezei közül néhány letartóztatott orvvadászt, majd aznap este az egyik fogadóban egy összetűzés során három orvvadász és egy csendőr meghalt. 
A nemzetiszocialista időszakban 13 mollnit gyilkoltak meg. Heten Jehova tanúi voltak, kettőt politikai nézeteik miatt tartóztattak le, kettőt fogyatékosságuk miatt a hartheimi eutanáziaközpontba küldtek, a maradék kettő pedig lengyel kényszermunkás volt: egyiküket nyilvánosan felakasztották. 

## Lakosság
A mollni önkormányzat területén 2019 januárjában 3648 fő élt. A lakosságszám a csúcspontját 1991-ben érte el 3753 fővel, azóta némi csökkenés tapasztalható. 2017-ben a helybeliek 90,5%-a volt osztrák állampolgár; a külföldiek közül 1,8% a régi (2004 előtti), 0,8% az új EU-tagállamokból érkezett. 5,2% a volt Jugoszlávia (Szlovénia és Horvátország nélkül) vagy Törökország, 1,6% egyéb országok polgára volt. 2001-ben a lakosok 86,5%-a római katolikusnak, 1,7% evangélikusnak, 7,1% mohamedánnak, 3,3% pedig felekezeten kívülinek vallotta magát. Ugyanekkor 4 magyar élt a mezővárosban; a legnagyobb nemzetiségi csoportokat a német (91,1%) mellett a törökök (5,3%) és a horvátok (1,4%) alkották.
A lakosság számának változása:

| 2016 | 3 595 |
| 2018 | 3 653 |

## Látnivalók

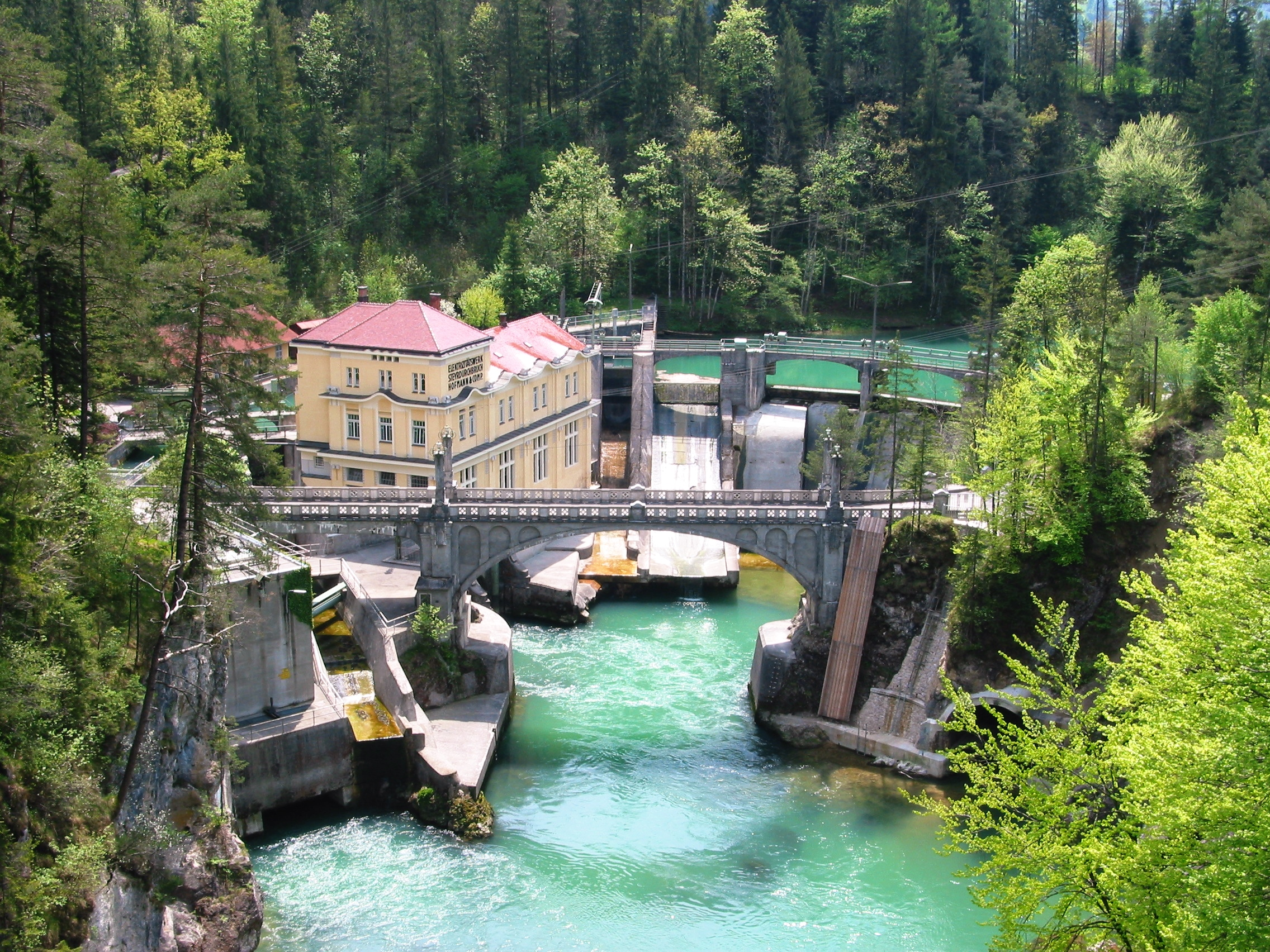
Steyrdurchbruch-vízierőmű

- a Szt. Lőrinc-plébániatemplom. Főoltárának képét Leopold Kupelwieser festette.
- a frauensteini kegytemplom Ramsauban. Főoltárán az ún. védőköpenyes Madonna szobrát a neves szobrász, Gregor Erhart készítette 1510-ben.
- a barokk plébánia 1734-ben épült.
- az 1908-ban épült Steyrdurchbruch-vízierőmű
- a helytörténeti múzeum
- a Hoisnhaus, egy volt dorombkészítő műhely

## Híres mollniak
- Marlen Haushofer (1920–1970) író.
- Franz Karl Stanzel (1923–2023) osztrák anglicista és irodalomtudós.

## Testvértelepülések
- Buseck (Németország)
- Tát (Magyarország)

## Fordítás
- Ez a szócikk részben vagy egészben  a   Molln című német Wikipédia-szócikk ezen változatának fordításán alapul.  Az eredeti cikk szerkesztőit annak laptörténete sorolja fel. Ez a jelzés csupán a megfogalmazás eredetét és a szerzői jogokat jelzi, nem szolgál a cikkben szereplő információk forrásmegjelöléseként.